# Кинодесма
Киноде́сма (др.-греч. κυνοδέσμη — дословно «собачья привязь», «собачий поводок») — кожаный шнурок или тесёмка, которую в некоторых случаях использовали мужчины в Древней Греции (прежде всего, атлеты). Прикрывала крайнюю плоть полового члена, препятствуя оголению его головки, а держалась за счёт того, что с натяжением была обвязана вокруг талии.

## Назначение
Несмотря на то, что мужская нагота в древнегреческой культуре в определённых обстоятельствах (палестра, гимнасий, игры, изобразительное искусство) считалась естественной, публичная демонстрация головки пениса рассматривалась как постыдная вещь, достойная только рабов и варваров. При этом, говоря о крайней плоти, греки разделяли πόσθη — ту часть, которая покрывает половой член, и ἀκροπόσθιον (акропостион) — конусообразную, трубчатую, визуально определяемую часть, которая выходит за пределы головки. Удлинённый акропостион считался особенно красивым, поэтому не исключено, что как минимум в некоторых случаях целью ношения кинодесмы было добиться именно этого.
Из-за того, что кинодесма чаще всего изображается на атлетах, некоторые учёные предполагают, что она являлась, прежде всего, защитным спортивным снаряжением. Однако спортсмены — не единственный разряд людей, изображаемых в ней. Факт её более широкого применения подтверждается описаниями у античных лексикографов, не связывающих кинодесму именно со спортом, как, например, у Юлия Поллукса, Гесихия Александрийского и Фриниха Аравийского (последний также сообщает, что жители Аттики называли пенис κύων, то есть «собака»). «Лексикон» Фотия делает упор на моральную сторону вопроса, говоря о кинодесме как о средстве избежать «позора», но не уточняет, в чём именно он заключался.

## В культуре

Фрагмент амфоры. Мастер Триптолема. Около 480 до н. э.

Самое раннее упоминание кинодесмы относится к V веку до н. э. — в сатировской драме Эсхила «Феоры, или Истмийские состязания», от которой сохранились только незначительные фрагменты:
И вдруг гляжу — ни дать, ни взять, борцов толпа,
С подвязанными фаллами, как хвостики:
Как видно, ты для Истмий изготовился
И не ленился в здешних упражнениях.Перевод М. Л. Гаспарова
Но имеются и более ранние свидетельства — изображения атлетов на древнегреческой керамике. Так, одной из наиболее наглядных иллюстраций является краснофигурный килик-кратер Евфрония, датируемый 520—510 годами до н. э. На нём среди прочего изображён молодой атлет, натягивающий кинодесму. Другими примерами могут служить панафинейская амфора, расписанная мастером Триптолема около 480 года до н. э., и роспись горлышка амфоры мастером Клеофрада. Нередко в сценах комоса зрелые комасты (участники шествия) также изображаются в кинодесме, встречается она и на сатирах — несомненно, для создания комического эффекта от их неудачного подражания людям.
Среди скульптурных произведений, свидетельствующих об использовании греками кинодесмы, следует выделить статую Анакреонта в образе комаста (II век н. э.), на которой его акропостион подвязан и поднят вверх, что было широко распространённым обычаем. Кинодесма присутствует и на известной эллинистической бронзовой скульптуре «Кулачный боец», датируемой I веком до н. э.